# Italia's Got Talent (seconda edizione)
La seconda edizione del talent show Italia's Got Talent, composta da 6 puntate, è andata in onda dal 7 maggio all'11 giugno 2011 su Canale 5. 
L'edizione è stata vinta dal pittore Fabrizio Vendramin.

## Puntate
Dopo la prima fase di provini, sono stati selezionati 24 semifinalisti che sono stati suddivisi in 3 gruppi da 8 concorrenti.
Nel corso della semifinale, per ogni gruppo, il televoto ha stabilito una classifica di gradimento che ha permesso l'accesso alla finale a quattro concorrenti: i primi tre classificati e la scelta dei giudici tra il quarto e il quinto classificato.
L'ordine delle colonne rispecchia l'ordine di apparizione delle singole esibizioni per la puntata.
Legenda:

 Buzzed

  ✔  Scelta del giudice

      Vince il voto del pubblico

      Vince il voto dei giudici
  W  Vincitore

  F   Finalista

 EL  Eliminato/a

 T3   T6  Top 3 / Top 6 (Eliminato)

### Semifinale

#### Gruppo 1
| Ordine | Piazzamento                | Percentuale televoto | Artista             | Genere         | Buzz e scelte dei giudici | Buzz e scelte dei giudici | Buzz e scelte dei giudici |
| Ordine | Piazzamento                | Percentuale televoto | Artista             | Genere         | Gerry                     | Maria                     | Rudy                      |
| ------ | -------------------------- | -------------------- | ------------------- | -------------- | ------------------------- | ------------------------- | ------------------------- |
| 1      | 6° EL                      | 5%                   | Swinguys            | Ballerini      | —                         | —                         | —                         |
| 2      | 5° (perde ballottaggio) EL | 7%                   | Aldo Aldini         | Mentalista     | —                         | —                         | ✔                         |
| 3      | 7° EL                      | 2%                   | Mr. Andrea          | Intrattenitore | —                         | —                         | —                         |
| 4      | 3° F                       | 11%                  | Elena Disarò        | Cantante       | —                         | —                         |                           |
| 5      | 4° (vince ballottaggio) F  | 9%                   | Fratelli Pellegrini | Acrobati       | ✔                         | ✔                         | —                         |
| 6      | 8° EL                      | 1%                   | Riffe di Raffa      | Cantanti       | —                         | —                         | —                         |
| 7      | 2° F                       | 14%                  | Famiglia Gibboni    | Musicisti      | —                         | —                         |                           |
| 8      | 1° F                       | 51%                  | Fabrizio Vendramin  | Pittore        | —                         | —                         | —                         |

#### Gruppo 2
| Ordine | Piazzamento                | Percentuale televoto | Artista                     | Genere                 | Buzz e scelte dei giudici | Buzz e scelte dei giudici | Buzz e scelte dei giudici |
| Ordine | Piazzamento                | Percentuale televoto | Artista                     | Genere                 | Gerry                     | Maria                     | Rudy                      |
| ------ | -------------------------- | -------------------- | --------------------------- | ---------------------- | ------------------------- | ------------------------- | ------------------------- |
| 1      | 3° F                       | 15%                  | The Mnai's                  | Ballerini              | —                         | —                         | —                         |
| 2      | 2° F                       | 22%                  | ABC                         | Canto in L.I.S.        | —                         | —                         | —                         |
| 3      | 8° EL                      | 1%                   | Leopoldo Nepa               | Giocatore di biliardo  | —                         | —                         | —                         |
| 4      | 5° (perde ballottaggio) EL | 10%                  | Principe del Vento          | Musicista "aerofago"   | —                         | —                         | —                         |
| 5      | 1° F                       | 26%                  | Piccola Orchestra Malarazza | Gruppo musicale        | —                         | —                         | —                         |
| 6      | 6° EL                      | 9%                   | Vittoria Bruno              | Ballerina classica     | —                         | —                         | —                         |
| 7      | 4° (vince ballottaggio) F  | 12%                  | Simone Calati               | Fachiro                | ✔                         | ✔                         | ✔                         |
| 8      | 7° EL                      | 5%                   | Carlino e Nancy Triberti    | Pattinatori acrobatici | —                         | —                         | —                         |

#### Gruppo 3
| Ordine | Piazzamento                | Percentuale televoto | Artista                        | Genere                 | Buzz e scelte dei giudici | Buzz e scelte dei giudici | Buzz e scelte dei giudici |
| Ordine | Piazzamento                | Percentuale televoto | Artista                        | Genere                 | Gerry                     | Maria                     | Rudy                      |
| ------ | -------------------------- | -------------------- | ------------------------------ | ---------------------- | ------------------------- | ------------------------- | ------------------------- |
| 1      | 5° (perde ballottaggio) EL | 11%                  | Emanuele D'Onofrio             | Pianista               | —                         | —                         | —                         |
| 2      | 6° EL                      | 5%                   | Roberto Orrù e Selene Gamba    | Ballerini              | —                         | —                         | —                         |
| 3      | 7° EL                      | 4%                   | Simone Terranova               | Cantante "in silenzio" | —                         | —                         |                           |
| 4      | 8° EL                      | 3%                   | Dante Cigarini                 | Ventriloquo            | —                         | —                         | —                         |
| 5      | 3° F                       | 15%                  | Nicola Bruni                   | Acrobata               | —                         | —                         | —                         |
| 6      | 4° (vince ballottaggio) F  | 14%                  | Anna Maria Bianchi (Ofelia)    | Cantante               | ✔                         | —                         | ✔                         |
| 7      | 2° F                       | 21%                  | Angels Prut                    | Cantanti comici        | —                         | —                         | —                         |
| 8      | 1° F                       | 27%                  | Daniele Pacini (LaLa McCallan) | Cantante en travesti   | —                         | —                         | —                         |

### Finale
| Ordine | Piazzamento | Percentuale televoto | Artista                        | Genere               | Buzz  | Buzz  | Buzz |
| Ordine | Piazzamento | Percentuale televoto | Artista                        | Genere               | Gerry | Maria | Rudy |
| ------ | ----------- | -------------------- | ------------------------------ | -------------------- | ----- | ----- | ---- |
| 1      | 9° EL       | 6%                   | The Mnai's                     | Ballerini Hip Hop    | —     | —     | —    |
| 2      | 6° T6       | 9%                   | ABC                            | Canto in L.I.S.      | —     | —     | —    |
| 3      | 1° W        | 16%                  | Fabrizio Vendramin             | Pittore in musica    | —     | —     | —    |
| 4      | 5° T6       | 10%                  | Elena Disarò                   | Cantante             | —     | —     | —    |
| 5      | 3° T3       | 11%                  | Simone Calati                  | Fachiro              | —     |       | —    |
| 6      | 11° EL      | 3%                   | Anna Maria Bianchi             | Cantante             | —     | —     | —    |
| 7      | 8° EL       | 6%                   | Nicola Bruni                   | Acrobata             | —     | —     | —    |
| 8      | 7° EL       | 8%                   | Piccola Orchestra Malarazza    | Cantanti             | —     | —     | —    |
| 9      | 10° EL      | 5%                   | Famiglia Gibboni               | Musicisti            | —     | —     | —    |
| 10     | 4° T6       | 10%                  | Angels Prut                    | Cantanti comici      | —     | —     | —    |
| 11     | 12° EL      | 2%                   | Daniele Pacini (LaLa McCallan) | Cantante en travesti | —     | —     | —    |
| 12     | 2° T3       | 14%                  | Fratelli Pellegrini            | Acrobati             | —     | —     | —    |

## Ascolti
| Puntata    | Data           | Telespettatori | Share  |
| ---------- | -------------- | -------------- | ------ |
| 1          | 7 maggio 2011  | 3 974 000      | 19,88% |
| 2          | 14 maggio 2011 | 4 752 000      | 23,46% |
| 3          | 21 maggio 2011 | 5 457 000      | 27,87% |
| 4          | 28 maggio 2011 | 5 385 000      | 27,21% |
| Semifinale | 4 giugno 2011  | 5 933 000      | 33,69% |
| Finale     | 11 giugno 2011 | 6 402 000      | 33,14% |
|            | Media          | 5 317 000      | 27,57% |